# 利波韋齊河
利波韋齊河（烏克蘭語：Липовець），是烏克蘭的河流，位於該國西部利沃夫州，屬於列季欽河的右支流，發源自利波韋齊以北，流經亞沃里夫區，河道全長12公里，流域面積53平方公里。